# Jezuitská kolej (Český Krumlov)
Bývalá jezuitská kolej v Českém Krumlově je renesanční budova v ulici Horní 154 v části Vnitřní Město v Českém Krumlově. V budově dnes sídlí Hotel Růže.

## Historie

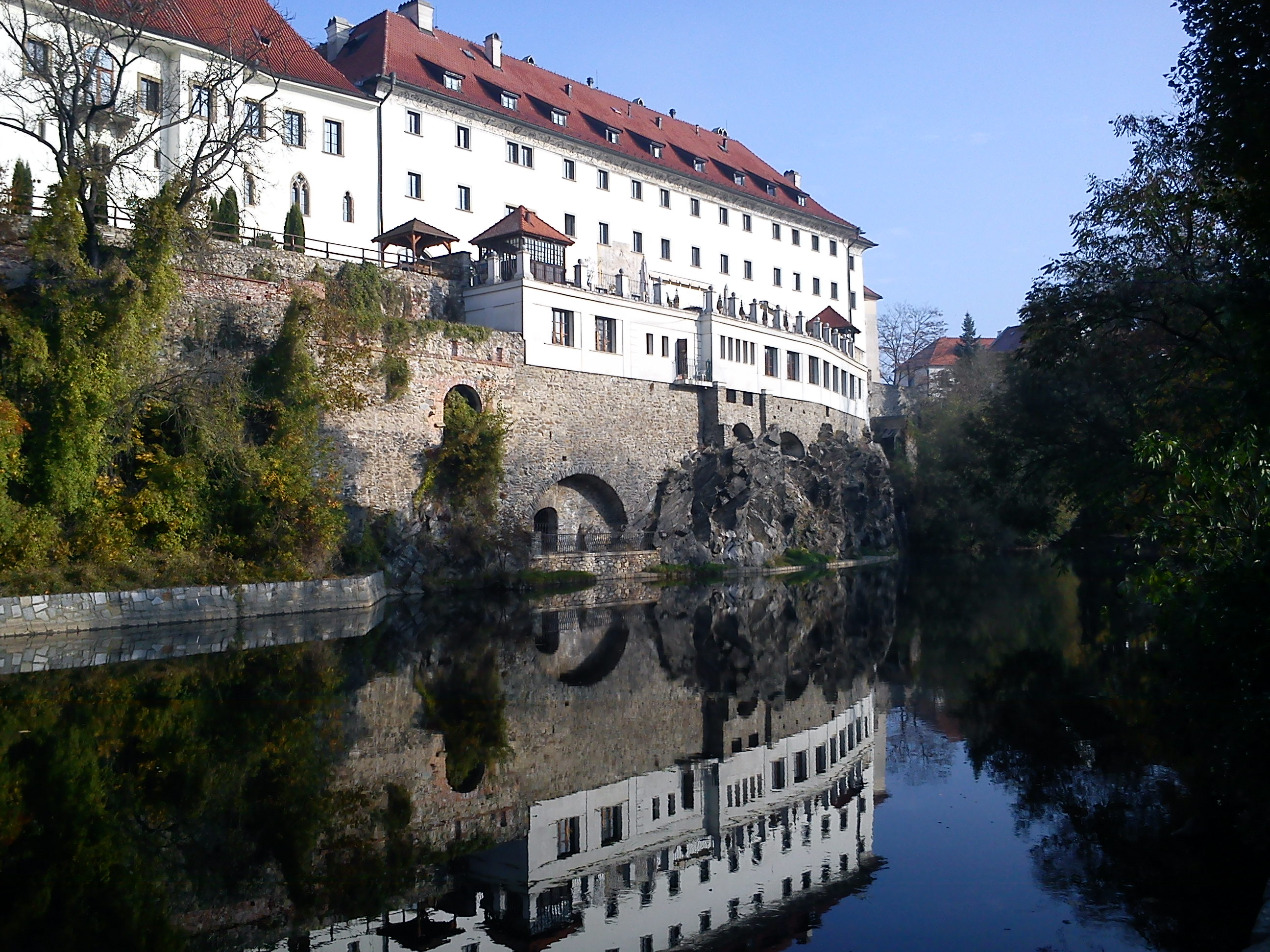
Pohled na jezuitskou kolej od řeky

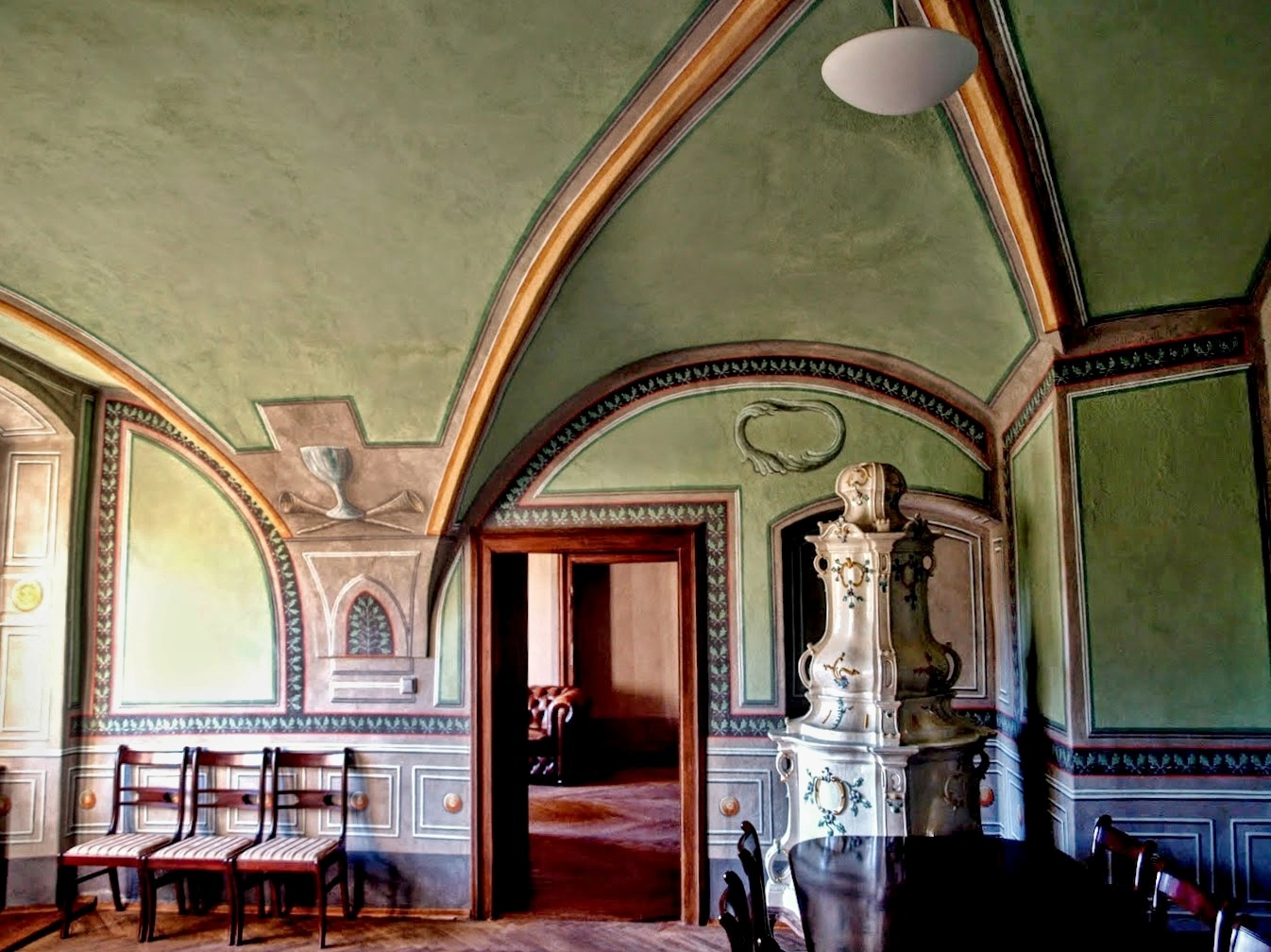
Interiér jené z místností

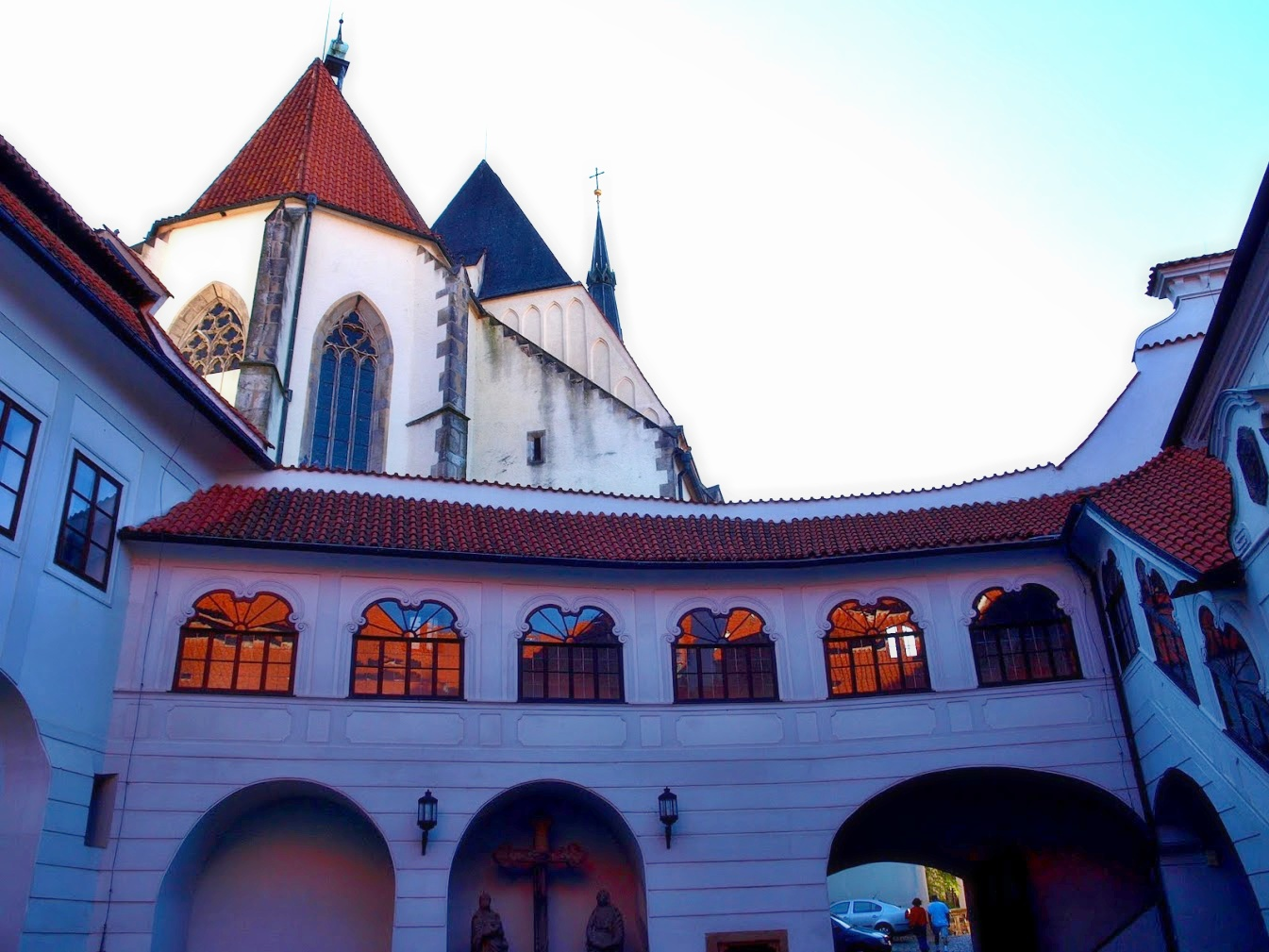
Budova prelatury a závěr kostela sv. Víta

Jezuity do Českého Krumlova pozval tehdejší majitel panství, Vilém z Rožmberka, aby omezil rozmach protestantství v kraji. Se svou čtvrtou manželkou Polyxenou, rozenou z Pernštejna, roku 1586 založil jezuitskou kolej na místě šesti starších měšťanských domů. Výstavba koleje trvala do roku 1588. Autorem architektonického návrhu byl rektor pražské koleje, Alexandr Vojta, některé úpravy provedl také rožmberský dvorní stavitel ze Švýcar, Baldassare Maggi z Arogna.
Ke koleji náležela také budova prelatury, která byla přímo spojena patrovou chodbou s farním kostelem svatého Víta, která jezuité využívali. Jezuitům byla k dispozici také menší kaple Matky Boží.
Jezuité budovu využívali až do roku 1773, kdy byl řád zrušen v rámci josefinských reforem. Poté budova sloužila vojenským potřebám, avšak kvůli incidentu s městskou radou byla zdejší posádka 1887 zrušena. O rok později dům vydražil Adolf rytíř Jungmann a věnoval jej České záložně, načež další rok budova sloužila jako středisko českojazyčné menšiny ve městě.

## Hotel Růže
Poté zde roku 1889 vznikl Hotel Růže, který v budově sídlí dosud.
V Hotelu Růže, který byl hlavním střediskem české kultury ve městě, byl 3. listopadu 1918 ustanoven český Národní výbor v Českém Krumlově. V jeho čele stanul významný českokrumlovský národní buditel, schwarzenberský lékař MUDr. Josef Kulich. Toto zasedání krumlovských Čechů bylo v reakcí na události po rozpadu rakousko-uherského soustátí, kdy se němečtí občané cítili ohrožení a vyjádřili se pro připojení kraje k Šumavské župě, jejímž hlavním městem měl být Krumlov.
V budově bývalé jezuitské koleje, která si svou renesanční podobu dochovala dodnes, proběhla v 80.–90. letech 20. století celkové rekonstrukce, při níž byla řadu renesančních prvků obnovena.